# 弗朗克·马丁
弗朗克·马丁（法語：Frank Martin，1890年9月15日—1974年11月21日），瑞士作曲家，音乐教育家。马丁的音乐色彩多变，情感非常丰富。他善于将十二音体系和调性音乐结合起来，创造出独特的和声语言，被誉为最重要的瑞士作曲家。

## 生平
早年学习数学，后曾任钢琴手和羽管键琴手。1946年移居荷兰。1950年至1957年在科隆音乐学院任教。

## 学生
学生有施托克豪森。